# Don’t Go Breaking My Heart
«Don't Go Breaking My Heart» — пісня у виконані дуету Елтона Джона і Кікі Ді.
Пісня написана Елтоном Джоном і Берні Топіном, але у списку авторів вони під жіночими псевдонімами Енн Орсон і Карт Бланш.
Пісня дійшла до 1 місця у хіт-парадах багатьох країн світу, включно зі США і Великою Британією. Притому і у США, й у Великій Британії сингл з нею був на 2 місці з продажів за підсумками всього 1976 року.
У 1994 році Елтон Джон записав цю пісню ще раз, на цей раз в дуеті з РуПол. Їхня версія звучала у кінофільмі Summer of Sam.

## Примітка
1. 1 2 3 4  Don't Go Breaking My Heart by Elton John and Kiki Dee Songfacts. Songfacts. 9 травня 2017. Архів оригіналу за 2 червня 2018. Процитовано 31 січня 2020.